# Côte camarguaise
La côte camarguaise désigne la portion de littoral méditerranéen des Bouches-du-Rhône de la Camargue. 

## Délimitation géographique
Elle s'étend de l'embouchure de la Vidourle, dans le Gard, jusqu'à l'embouchure du canal de Caronte, exutoire de l'Etang de Berre dans le golfe de Fos. C'est la bordure maritime des communes du Grau-du-Roi et Port-Camargue, des Saintes-Maries-de-la-Mer, de Port-Saint-Louis-du-Rhône et de Fos-sur-Mer.

## Lieux remarquables
- Pointe de l'Espiguette et son phare  Inscrit MH (2012)
- Étangs et lagunes de Beauduc et son phare
- Port du Grau de La Dent
- Phare de Faraman  Inscrit MH (2012)

## Environnement et écologie
- Le Parc naturel régional de Camargue s'étendant sur une grande partie de la Grande Camargue entre les bras du delta du Rhône.
- Différents sites Natura 2000 ou du Conservatoire du littoral : 
  - La Petite Camargue [1],[2]
  - Le Petit-Rhône [3]
  - Pointe de l'Espiguette [4]